# Дрю Друрі
Дрю Друрі (англ. Dru Drury; нар. 4 лютого 1725, Лондон — пом. 15 січня 1804, Лондон) — британський ентомолог.

## Життєпис
Народився в Лондоні, Велика Британія. Його батько був срібних справ майстер, і в 1748 році Дрю прийняв на себе його ремесло. 1789 року він покинув ремесло, щоб повністю присвятити свій час ентомології. Друрі вже мав палкий інтерес до ентомології і з 1780 до 1782 роки був президентом Лондонського товариства ентомологів. Вчений помер у лондонському громадському парку Turnham Green і був похований в англіканській церкві St Martin-in-the-Fields.
З 1770 до 1787 він опублікував тритомну працю «Illustrations of Natural History», в якій подано понад 240 зображень екзотичних комах. «Illustrations of Natural History» пізніше, 1837 року, було виправлено та перевидано під назвою «Illustrations of Exotic Entomology».
Друрі також був плідним колекціонером — його колекція налічувала понад 11 000 зразків.

## Ілюстрації з видання 1837 року

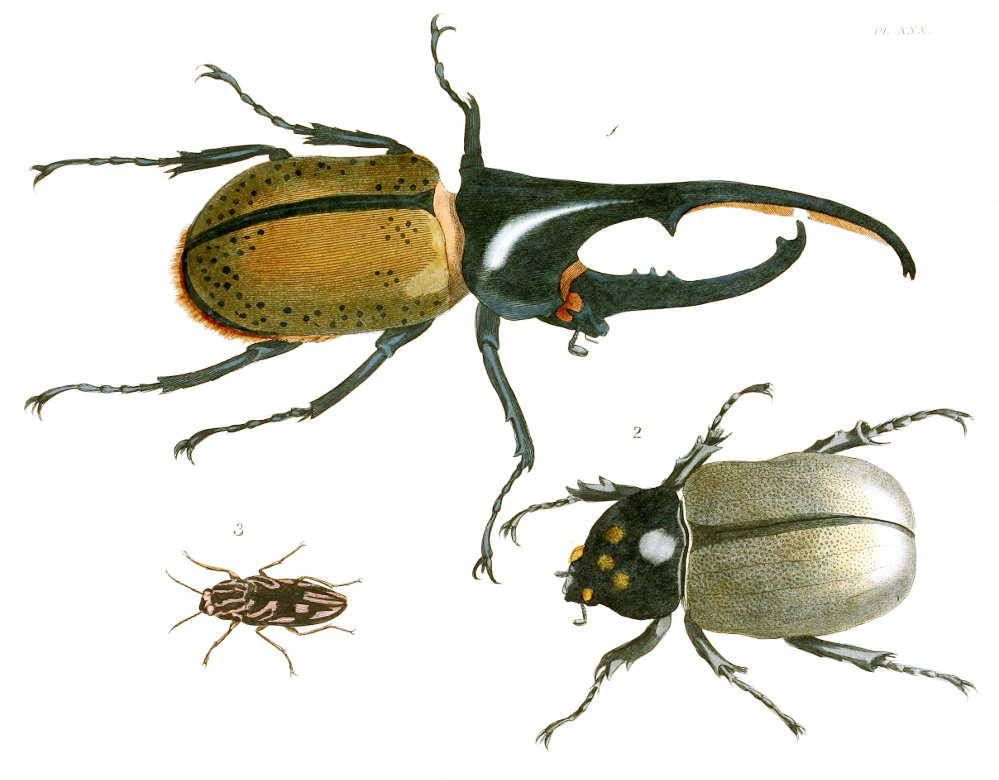
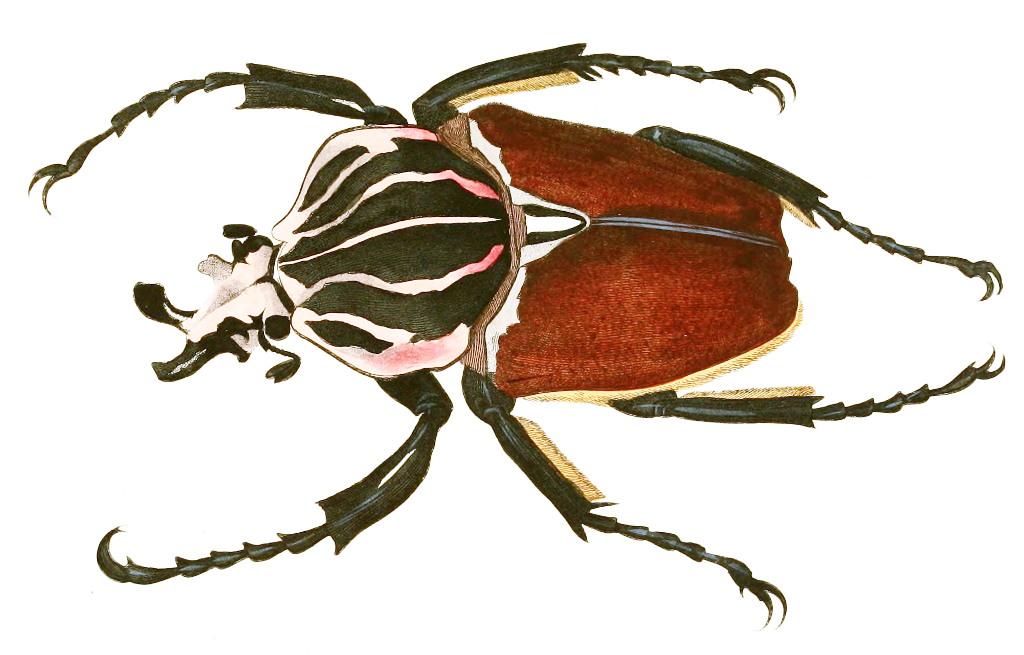
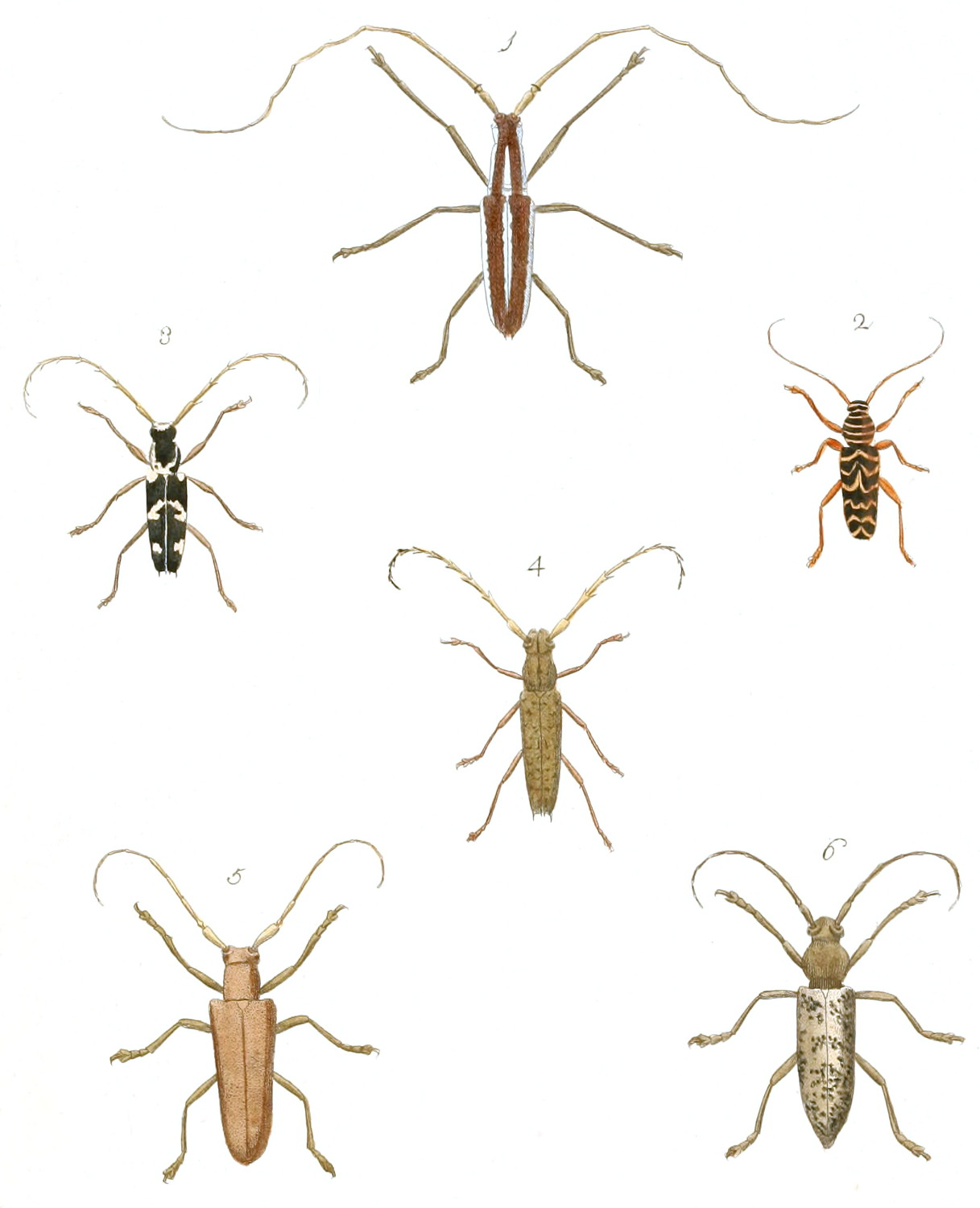
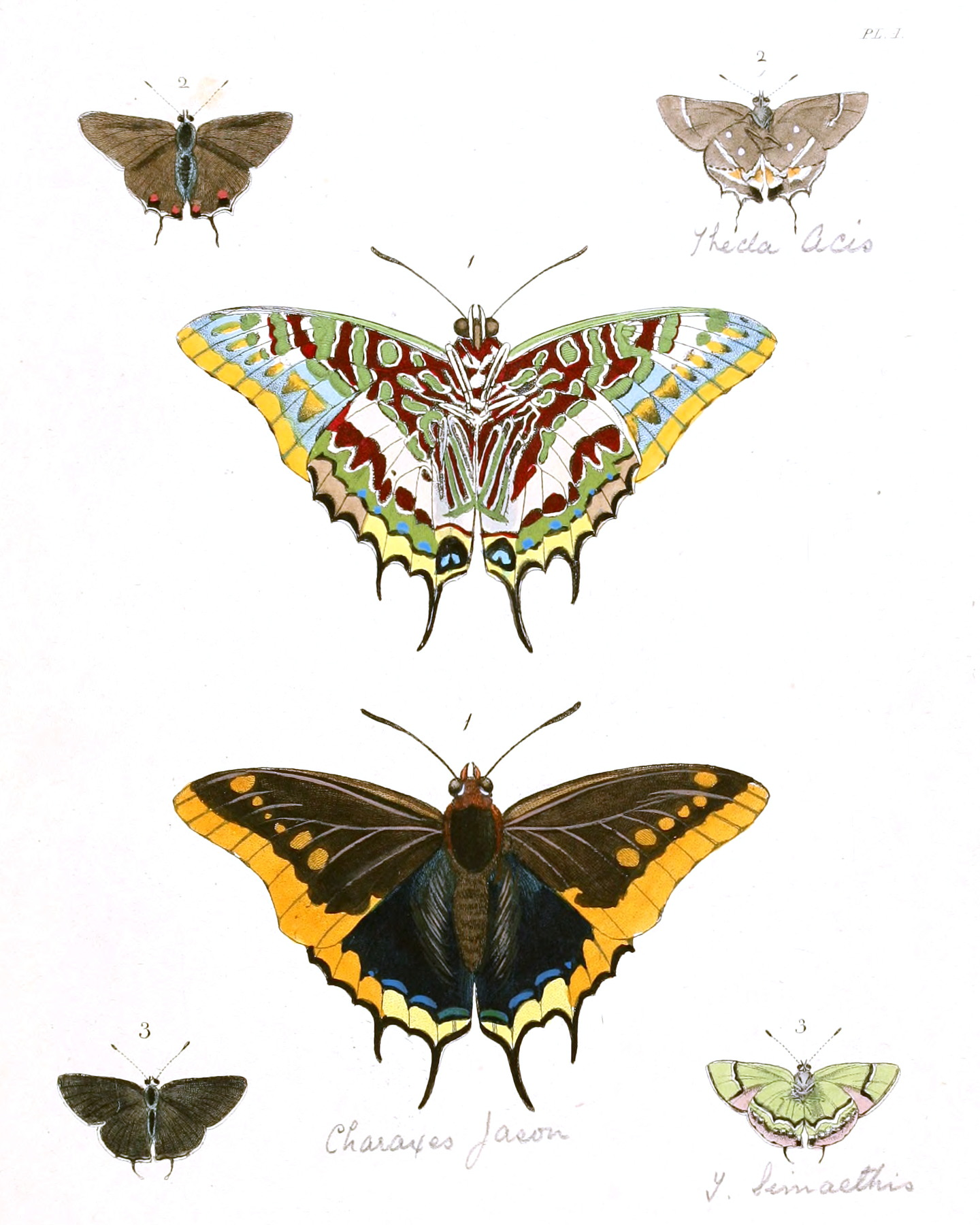